# Häverö prästängs naturreservat
Häverö prästäng är ett naturreservat i Häverö socken, Norrtälje kommun, på udden utanför Rotholmsviken. 
Ängen är en löväng med över 300 växtarter, dominerad av ädellövskog. Åtminstone från 1785 var området ängsmark tillhörigt Häverö prästgård. Den kalkrika marken i området bidrar till artrikedomen. I anslutning till vattnet består naturreservatet av strandängar. Häverö prästängs naturreservat som omfattar 8 hektar rymmer flera rast- och badplatser.